# Castiglione di Garfagnana
Castiglione di Garfagnana település Olaszországban, Toszkána régióban, Lucca megyében. Lakosainak száma 1705 fő (2023. január 1.). Castiglione di Garfagnana Pieve Fosciana, Pievepelago, Villa Collemandina, Villa Minozzo és Frassinoro községekkel határos.

## Népesség
A település lakossága az elmúlt években az alábbi módon változott:
| Lakosok száma | 1804 | 1783 | 1705 |
|               | 2017 | 2018 | 2023 |